# Лаос на Светском првенству у атлетици на отвореном 2017.
Лаос је учествовао на Светском првенству у атлетици на отвореном 2017. одржаном у Лондону од 4. до 13. августа тринаести пут. Репрезентацију Лаоса представљао је 1 такмичар који се такмичио у трци на 110 м препоне,
На овом првенству Лаос није освојио ниједну медаљу, нити је оборен неки рекорд.

## Учесници
Мушкарци :
- Xaysa Anousone — 110 м препоне

## Резултати

### Мушкарци
| Атлетичар      | Дисциплина    | Лични рекорд | Квалификације | Квалификације | Полуфинале           | Полуфинале           | Финале               | Финале       | Детаљи |
| Атлетичар      | Дисциплина    | Лични рекорд | Резултат      | Место         | Резултат             | Место                | Резултат             | Место        | Детаљи |
| -------------- | ------------- | ------------ | ------------- | ------------- | -------------------- | -------------------- | -------------------- | ------------ | ------ |
| Xaysa Anousone | 110 м препоне | 13,96        | 14,55         | 9. у гр. 1    | Није се квалификовао | Није се квалификовао | Није се квалификовао | 39 / 39 (41) |        |